# مقاطعة ويستمورلاند (كونيتيكت)
مقاطعة ويستمورلاند، كونيتيكت:هي إحدى المقاطعة التي أنشأتها ولاية كونيتيكت في المنطقة التي تعرف في الوقت الحالي بوادي وايومنغ، وتقع في شمال شرق ولاية بنسلفانيا. وقد طالبت كل من المستعمراتان (كونيتيكت، بنسلفانيا) بهذا الإقليم قبل وبعد الثورة الأمريكية، عندما تخليت كونيتيكت عنها إلى ولاية بنسلفانيا في عام 1784 كجزء من القرار وطني للمطالبات المستحقة. تشكل هذه الأراضي الآن الجزء الشمالي الشرقي من ولاية بنسلفانيا.
انفصلت مقاطعة ويستمورلاند لفترة وجيزة لتصبح ولاية يستمورلاند. فليس لديها علاقة بمقاطعة ويستمورلاند ، في ولاية بنسلفانيا، والتي تقع على جانب الجنوب الغربي من الولاية.

## وصلات خارجية
- Connecticut's "Susquehannah Settlers"